# Shadows Are Security
Shadows Are Security es el tercer álbum de la banda de metalcore  As I Lay Dying. El álbum fue lanzado el 14 de junio de 2005 bajo el sello Metal Blade Records, y fue producido por Tim Lambesis, el vocalista de la banda, y Phil Sgrosso, uno de los guitarristas de la banda, junto con Steve Russell. Una edición limitada fue lanzado el 23 de junio de 2005, con un bono de DVD de un show filmado en el Club Subetapa en Karlsruhe, Alemania el 28 de noviembre de 2004. El CD fue lanzado de nuevo como una edición especial el 17 de octubre de 2006 con un DVD sobre la grabación del álbum e incluye videos de Confined, Through Struggle, y The Darkest Nights. También ofreció notas adicionales del vocalista Tim Lambesis en el concepto del disco y hechos poco conocidos sobre la producción del álbum. La portada fue hecha por el cantante de Converge, Jacob Bannon.
El álbum alcanzó el puesto # 35 en Billboard 200 de EE. UU., en 2007, se vendieron alrededor de 275 000 ejemplares. También se extrajeron sencillos para las canciones "Confined", "Through Struggle" y "The Darkest Nights." Se produjeron videos musicales para las tres.
Aunque Clint Norris era el bajista cuando este álbum fue grabado, no aparece los créditos del álbum. Phil Sgrosso aparece en los créditos con el bajo de la grabación del álbum.

## Lista de canciones
1. "Meaning In Tragedy" – 3:13
2. "Confined" - 3:12
3. "Losing Sight" – 3:24
4. "The Darkest Nights" - 3:52
5. "Empty Hearts" – 2:49
6. "Reflection" – 3:12
7. "Repeating Yesterday" – 4:02
8. "Through Struggle" – 3:59
9. "The Truth Of My Perception" – 3:06
10. "Control Is Dead" – 2:56
11. "Morning Waits" – 3:56
12. "Illusions" – 5:48

Illusions es una regrabación de la canción llamada 'Illusion' del álbum en conjunto de As I Lay Dying/American Tragedy.

## Gráficos
Álbum - Billboard (Norteamérica)
| Año  | Tablas                 | Posición |
| ---- | ---------------------- | -------- |
| 2005 | The Billboard 200      | 35       |
| 2005 | Top Independent Albums | 1        |
| 2006 | Top Independent Albums | 1        |

## Créditos

### As I Lay Dying
- Tim Lambesis – voz
- Nick Hipa – guitarra líder
- Phil Sgrosso – guitarra rítmica
- Clint Norris- bajo, Coros
- Jordan Mancino – batería

### Additional musicians
- Dave Arthur - voces limpias
- Dan Weyandt - Voces en 'Control Is Dead'
- Matt Mentley - Guitarra en 'Meaning In Tragedy' y 'Confined'
- Jason Moody - Voces en 'Illusions'

### Production
- Andy Sneap - masterización, mezcla
- Steve Russell - productor, ingeniería
- A&R por Brian Slagel and Michael Faley
- Jacob Bannon - diseño de la carátula
- Danny De La Isla - editor
- Kevin Estrada - fotografía
- Kevin Puig - preproducción

- Datos: Q682856